# Luis Eduardo Mallo
Luis Eduardo Mallo Irastorza (Tomás Gomensoro, Artigas, marzo de 1919 - Melo, 26 de junio de 2005) fue un abogado, productor rural y político uruguayo, perteneciente al Partido Nacional.

## Biografía
Graduado como abogado en la Universidad de la República en 1945. Se asoció con su colega y correligionario Eduardo Pons Echeverry.
Hijo de Manuel Antonio Mallo Iglesias. Casado en 1947 con María Catalina Salaberry Olascoaga, tuvo dos hijos, Juan Manuel y Luis Ignacio María.
Militante en política desde muy joven, se opone a la dictadura de Terra desde filas del Partido Nacional Independiente. Posteriormente adhiere a la Lista 400; trabaja intensamente para lograr la unidad del Partido Nacional, que finalmente se concretara para las históricas elecciones de 1958.
En 1959, le es confiada la subsecretaría de Hacienda, acompañando al ministro Juan Eduardo Azzini en su actividad; con su espíritu incisivo y ocurrente, fue un excelente auxiliar en las interpelaciones parlamentarias.
En 1966 milita en política departamental en Cerro Largo; acompaña a Juan José Burgos, quien vence a Saviniano Pérez por pocos votos.
En 1990 ingresa como diputado por Cerro Largo en representación del Herrerismo. 
En 1994 acompaña a Alberto Volonté en su candidatura a la Presidencia, y es electo senador para el periodo 1995-2000.